# Pirapora (gemeente)
Pirapora is een gemeente in de Braziliaanse deelstaat Minas Gerais. De gemeente telt 53.708 inwoners (schatting 2009).

## Aangrenzende gemeenten
De gemeente grenst aan Buritizeiro en Várzea da Palma.

## Verkeer en vervoer
De plaats ligt aan de wegen BR-365 en BR-496.